# Herman Fleming (1579–1652)
Herman Fleming, född 18 juni 1579, död 1652 i Hannula, var en svensk landshövding.

## Biografi
Herman Fleming föddes 1579. Han var son till ståthållaren Klas Fleming och Elin Henriksdotter Horn. Fleming blev 1597 student vid Rostocks universitet. Han blev 15 juni 1623 assessor i Åbo hovrätt och var från 30 oktober 1641 landshövding i Nyslotts län. Fleming blev 26 maj 1646 avsatt som landshövding på grund av grovt tjänstefel. Han avled 1652 på Hannula och begravdes 11 augusti samma år i Villnäs kapellkyrka.

### Familj
Fleming var första gången gift med Mätta Ille (död före 1625). Hon var dotter till Abraham Månsson Ille och Elisabet Fincke. De fick tillsammans barnen överstelöjtnanten Claes Fleming vid karelska infanteriregementet och Elisabet Fleming som var gift med översten Johan Yxkull.
Fleming var andra gången gift med Anna Jakobsdotter. Hon var dotter till hövitsmannen Jakob Olofsson (Stubbe) och Hebbla Arvidsdotter (Wildeman) Anna Jakobsdotter var änka efter ryttmästaren Claes Christersson Gyllenhierta. Fleming och Jakobsdotter  fick tillsammans barnen Elin Fleming (död före 1674) som var gift med löjtnanten Carolus Gyllenflög, Henrik Fleming, guvernören Per Fleming och Ebba Fleming som var gift med kornetten Carl Jordan.